# 最火搭档2
《最火搭檔2》（英語：Unriddle 2）是2011年新加坡新傳媒私人有限公司刑警劇刑事犯罪警察程序警覺犯罪刑偵劇，也是新傳媒電視8頻道2012年重頭劇之一。此劇將會是新傳媒8頻道第七部被列為PG級（輔導級）的電視劇，也將銷往泰国以及加拿大温哥华、但未確定銷往香港等港澳地區。
此剧于2019年1月7日至3月11日在新傳媒8頻道逢星期一凌晨02:00－04:00首次星期天晚上重播。

## 播出時間

### 首播
| 頻道            | 所在地   | 播映日期        | 播出時間                                |
| --------------- | -------- | --------------- | --------------------------------------- |
| 新傳媒電視8頻道 | 新加坡   | 2012年3月5日起  | 週一～五21:00播出                       |
| ntv7            | 馬來西亞 | 2012年5月16起   | 週一～四 22:00播出 後週一～四 21:30播出 |
| 中国三台        | 中国     | 2024年9月11日起 | 週一～五19:00播出                       |

## 故事大綱
《最火搭档2》从第一系列的结局开始。“最火搭档”主角小曼(瑞恩 饰)和大包(陈莉萍 饰)将揭开更复杂的案件、其中，深爱的人也被神秘幕后黑手瘝制。她们能否克服挑战、逮捕幕击者？《最火搭档2》，剧力万钧！敬请期待！

## 角色
| 演员     | 角色        | 暱稱／關係／職業 | 登場集數                                  |
| -------- | ----------- | --- | ----------------------------------------- |
| 瑞恩     | 胡小曼      | 小曼 刑事调查组副組長，后組長、已辞职 秋君、广明之女 雨泽，Dylan之女友 于第1集与阿修罗打斗 于第3集和黑田合作对付阿修罗 于第6集与雨泽打斗 于第8集发现Dylan一直跟踪秋君 于第12集看见，自己的另一个她 于第18集（6年前）里，用方教授指印，把他当成杀人凶手 于第20集逮捕高婕妤、后无影无踪，结局中到韩国找方教授。                                     | 全剧                                      |
| 陈莉萍   | 林正仪      | 大包 “包好吃”老板娘 帮忙寻找失踪人士的义工 于第3集被阿修罗绑架，然后被放走 于第5集被Dylan打睡戳 于第8集发现Dylan一直跟踪秋君、广明快被Dylan杀死就帮忙阻止秋君、结果还是被秋君发现 于第13集了解、大头出卖她，帮拾叁与晓娜找地方躲 于第15集因闯进何亚芝病房而被捕 于第19集被姚婉怡展开生死之战 于第20集陪伴小曼寻母亲下落，结局中在天桥上等着小曼。 | 全剧                                      |
| 郑斌辉   | 张雨泽      | 雨泽 刑事调查组組長，离世后被謝郎峰接替 Dylan之情敌 于第1集患上脑瘤 于第6集辞去刑事调查组职位、因昏倒在地而被安排动手术 于第7集失忆、后重新回忆，被高婕妤打睡戳、抛下坠楼死亡 | 第1集～第7集                              |
| 黄俊雄   | 谢郎峰      | 郎峰 又名：狼 刑事调查组副組長 小曼之命中宿敌、工作伙伴 于第8集登场，并加入刑事调查组 于第18集（6年前）看见小曼用方教授指印涂在刀上 于第20集审问大包、小曼下落 | 第8集～第20集                             |
| 林慧玲   | 高婕妤      | 本剧终极大反派 心理学家 小曼之大学学妹 因方教授离世而与小曼有恩怨 于第2集登场 于第6集幕后暗示Dylan 于第7集连同Dylan杀死雨泽 于第17集～第19集为姚婉怡安排杀人 于第18集被小曼审问，第19集被释放 于第20集杀死秋君、被小曼逮捕 | 第2集 第4集 第6集～第10集 第15集～第20集  |
| 向云     | 杨秋君      | 律师 小曼之母 广明之妻、后离婚第7集重新登场第8集被Dylan跟踪，终于与广明见面第19集被高婕妤打睡戳第20集被高婕妤绑架、死亡 | 第7集～第9集 第12集 第17集 第19集～第20集 |
| 周颖     | 钟阿妮      | 阿妮 大包之收养人员第3集被阿修罗绑架、被放走第12集查出宏博之案件第14集被傅乐琳坠楼、死亡 | 第1集～第4集 第8集～第15集                |
| 马艺瑄   | 孙明薇      | 明薇 刑事调查组人员之一 | 第1集～第3集 第5集～第8集 第10集～第20集  |
| 詹金泉   | 吴志云      | 志云 刑事调查组人员之一 | 第1集～第3集 第5集～第6集 第8集～第20集   |
| 袁帅     | 戴保伦      | 保伦 刑事调查组人员之一 | 第1集～第3集 第5集～第8集 第10集～第20集  |
| 陈罗密欧 | 傅宏博      | 宏博 乐琳之兄 可以看到前世 残疾人士 不残疾 (另一个他)前世与前世乐琳绑架亚芝和大小眼第9集登场从第10集被大小眼虐待第14集因被大小眼虐待太多而现身另一个他第15集要和乐琳同归于尽、被小曼开枪死亡 | 第9集～第15集                             |
| 林梅娇   | 何亚芝      | 宏博、乐琳之母，因她怀疑小女儿被杀不同情他们 精神病患者第10～12集不断继续拜佛第13集开始计划报仇第14集开始对乐林报仇第15集入医院、第16集入辅导之院 | 第10集～第16集                            |
| 黄慧     | 姚婉怡      | 连环杀手 高婕妤之友第17集～第18集在高婕妤帮助下，杀死两男第19集自己动手杀人，要杀大包时、看见阿Bi就想起女儿、顿时停住第20集被车撞死 | 第17集～第20集                            |
| 林赞银   | 晓娜        | 乐于善良的妓女 患上爱之病第9集登场第10集开始与拾叁交往第13集成为大包新家庭成员第19集因生病而被入院 | 第9集～第17集 第19集～第20集              |
| 黄炯耀   | 梁智超      | 书家 因是神秘人，案件里称为Alpha male 曾经进行年轻女生绑架案件第10集出现在天桥上第11、13集在书店看书第16集现身本人、因罪行及智超女儿而内疚一辈子，被警方逮捕 | 第10集～第11集 第13集 第16集              |
| 陈天文   | 黑田        | 原名：黑田丰第3集与小曼找阿修罗报仇，杀死阿修罗并同时被警方逮捕 | 第2集～第3集                              |
| 黄启铭   | Dylan蔡志平 | 律师 原名：林培育 林伟忠、张美萱之子 雨泽之情敌、仇人 患上自闭症 Thomas Kok 之好友小时候、因林伟忠杀死张美萱而杀死林伟忠过后改名：蔡志平第4集重新登场第6集被刑事调查组审问第7集连同高婕妤杀死雨泽第8集杀死广明第9集被小曼打昏、并失忆，被婕妤回忆第10集因突然快停止呼吸而死                                                                       | 第4集～第10集                             |
| 洪赐健   | 刘拾叁      | 拾叁 大包之收养人员第3集被阿修罗绑架、被放走第9集和大包寻找乐琳、并看上了晓娜第10集开始与晓娜交往第13集因害死龟公王而与晓娜躲第14集选择要去自首，后判坐牢8年 | 第1集～第4集 第8集～第14集                |
| 陈欣淇   | 傅乐琳      | 宏博之妹 聾啞人士 不哑巴 (另一个她)第9集被大小眼顾客上床、非礼从第10集被大小眼虐待第12集杀死"猴子"第14集杀死洛奇和阿妮第16集显出另一个她、绑架大包、后自杀 | 第9集～第16集                             |
| 张为     | 洪潮        | 又名：霹雳刀 大包之收养人员第2集被阿修罗手下绑架第3集被阿修罗杀死 | 第1集～第3集                              |
| 王昱清   | 大小眼      | 梁智超之老板 原名：欧永泰 案件里称为Bravo male第9集登场从第10集虐待宏博与乐琳第16集被傅乐琳绑架，后被智超和小曼意外害死 | 第9集～第16集                             |
| 陈传之   | 胡广明      | 广明 小曼之父 秋君之夫、后离婚第7集暗中跟踪秋君第8集被Dylan刺杀第9集离世 | 第7集～第9集                              |
| 沈金兴   | 阿修罗      | 山番之兄 黑田之仇人8天前出现在大包小吃店 第1集袭击大包家人，与小曼打斗第2集通手下绑架洪潮第3集绑架大包，拾叁及阿妮、杀死洪潮、被雨泽开枪死亡 | 第1集～第3集                              |
| 李岳杰   | 沈洛奇      | 英语名：Rocky 泰拳手 与大小眼案件有关，Charlie male第11集以神秘人出现第13集于大小眼见面，被刑事调查组追第14集被傅乐琳杀死 | 第11集～第14集                            |
|          | 许建邦      | 又名：（死）猴子 棺材员工 与大小眼案件有关，Delta male 第11集因怀疑杀死受害者而逃跑第12集被傅乐琳杀死 | 第11集～第12集                            |
|          | 方荣葛      | 方教授 小曼、婕妤之教授 未死亡第17集（6年前）记忆中出现教小曼及婕妤第18集（6年前）自杀第19集（6年前）被小曼指他为杀人凶手第20集重新登场、未死亡。在韩国。 | 第17集～第20集                            |

## 獎項
| 2013 | 第19屆 紅星大獎2013 |                |        |        |      |
| 2013 | 第19屆 紅星大獎2013 | 最佳导演       | 陈忆幼 | 不適用 | 獲獎 |
| 2013 | 第19屆 紅星大獎2013 | 最佳导演       | 罗温温 | 不適用 | 提名 |
| 2013 | 第19屆 紅星大獎2013 | 最佳剧本       | 彭凯毅 | 不適用 | 提名 |
| 2013 | 第19屆 紅星大獎2013 | 最佳摄影       | 卓明德 | 不適用 | 獲獎 |
| 2013 | 第19屆 紅星大獎2013 | 最喜爱银幕情侣 | 黄俊雄 | 谢郎峰 | 獲獎 |
| 2013 | 第19屆 紅星大獎2013 | 最喜爱银幕情侣 | 瑞恩   | 胡小曼 | 獲獎 |
| 2013 | 第19屆 紅星大獎2013 | 最佳电视剧     | 不適用 | 不適用 | 提名 |
| 2013 | 第19屆 紅星大獎2013 | 最佳女主角     | 林慧玲 | 高婕妤 | 提名 |
| 2013 | 第19屆 紅星大獎2013 | 最佳女主角     | 瑞恩   | 胡小曼 | 獲獎 |
| 2013 | 第19屆 紅星大獎2013 | 最佳男配角     | 郑斌辉 | 张雨泽 | 獲獎 |

## 集数列表
- 小曼追捕疑犯蟒蛇时，对方中枪跌出楼外，挂在边缘。小曼为了审问蟒蛇，没有及时将他拉上来，导致蟒蛇坠楼身亡。小曼面对蟒蛇家属的指责，心感内疚。阿修罗出现在正仪的小吃店，表明是为山番报仇而来，导致正仪杯弓蛇影，草木皆兵。

- 正仪的小吃店遇袭，众人相信是阿修罗故意释出的警告信号。小曼提出用正仪当诱饵，把阿修罗引出来。雨泽反对，但正仪却赞成主动出击。小曼等人查出之前凶杀案的死者与日本黑帮有关，前往找与死者有关的黑田丰时，遇到阿修罗的袭击。

- 小曼接到阿修罗的电话，要她带着黑田来交换正仪等人。小曼去找黑田时，黑田正好打伤警员，要逃出医院去找阿修罗报仇。小曼说服黑田与她一起去见阿修罗，打算在交换人质的时候，让黑田乘机对阿修罗下手。

- 雨泽怀疑前女友慧中被Dylan杀死，要求正仪调查他的背景。当时Dylan是律师楼的一名律师，慧中则是卧底警员，受命调查一起Dylan也牵涉其中的商业犯罪案，没想到却被人所杀。凶手虽然落网，但雨泽始终怀疑真正的凶手是Dylan。

- 正仪调查Dylan，发现Dylan的家里可能发生过家庭惨案，所以才成为孤儿。雨泽检查Dylan浏览过的网页，发现一个网站中的视频，都是家暴的男人忏悔自白的短片。他翻查以前的资料，发现十几年前的一起家庭惨案，怀疑此案与Dylan的身世有关。

- 雨泽在案发地点发现证据，证明黄国强是被Dylan所杀。但同时，小曼也得知雨泽患有重病的事。小曼和雨泽到Dylan家将他逮捕，Dylan把家里的窃听器交给小曼，说发现有人暗中监视他，小曼发现监视他的人就是雨泽。

- 正仪和小曼决定让雨泽动手术，雨泽的手术虽然成功，但他的智力、记忆力和行动力都受到影响。Dylan发现雨泽逐渐恢复记忆，潜入医院对雨泽下手。

- 小曼和正仪为雨泽的去世难过不已，并且誓言要完成雨泽的遗愿，将Dylan绳之以法。小曼知道Dylan一心要为曾受广明侵犯的Thomas报仇，决定利用广明诱Dylan出手。

- Dylan因杀了广明而被捕，但因为脑部受到撞击，呈现失忆状态。秋君因为小曼利用广明当诱饵，导致广明惨死而不谅解小曼，小曼内心自责。小曼找婕妤帮Dylan进行催眠，令Dylan想起杀死父亲的竟是自己，一时无法承受，突然发难攻击婕妤。

- 小曼和朗峰到医院盘问Dylan，Dylan承认自己犯下的罪行，杀死许多虐待小孩的父亲，再把他们忏悔的片段上载到网上，但却否认志柄、慧中和雨泽的死与他有关。

- 正仪和阿妮对宏博两兄妹遭到继父的虐待深感同情。宏博透露他和妹妹乐琳两人前世是绑匪，曾经绑架过大小眼和他们的母亲，所以这辈子才会投胎到这里受折磨还债。正仪听了，怀疑宏博有妄想症。

- 小曼等人在火化场找到欣怡的尸体，断定绑架案与在火化场工作的竹竿有关。正仪暗中跟踪大小眼，以便找出竹竿的下落，不料竹竿突然被杀，而报警的人竟是大小眼，令案情更加扑朔迷离。

- 小曼将洛奇和大小眼释放，但暗中跟踪他们。两人因为被警方查问而互相指责，洛奇愤怒地要杀死大小眼，小曼等现身阻止，洛奇迅速逃走，小曼和朗峰追赶，打伤洛奇，洛奇负伤而逃。

- 洛奇被人杀死，致命伤与竹竿相同，小曼、郎峰等人认为应该是同一人所为。拾叁错手打伤龟公王，导致他伤重去世。正仪打算帮拾叁潜逃离开新加坡，被小曼得知。小曼要正仪劝拾叁去自首，正仪心中矛盾不已。

- 婕妤以宏博心理医生的身份前来探视宏博，不料却被宏博挟持。他要求与乐琳见面，竟想和乐琳同归于尽！

- 乐琳将正仪带到一废置空屋. 小曼赶到空屋，目睹大小眼即将被吊死，却见死不救。

- 小曼分析雨泽、Dylan、宏博以及乐琳等人的案情，隐约觉得背后似乎还有一个人在操纵着一切。

- 郎峰向小曼出示6年前他拍到的影片，影片中显示小曼栽赃嫁祸给自己的教授方荣格。小曼很讶异郎峰既然持有证据，为什么不指证她？原来朗峰一直喜欢着小曼，想要给她一个机会，希望她能自动辞职。

- 小曼逮捕婕妤，怀疑她和一连串的凶杀案有关。婕妤否认，并认为小曼就像当年对付荣格一样，没有弄清事实就冤枉她。小曼说当初荣格的确诱使嫌凶杀人，犯下了连环凶杀案，荣格并不是无辜的。

- 小曼哀恸不已，要杀婕妤，但最后还是决定让她接受法律的制裁，同时小曼还得知一个惊人的事实！当朗峰来到现场时，却不见小曼，到底她去了哪里？

## 外部連結
- 新傳媒劇集列表

| 新加坡 新傳媒8頻道 星期一至五 21:00 - 22:00 | 新加坡 新傳媒8頻道 星期一至五 21:00 - 22:00 | 新加坡 新傳媒8頻道 星期一至五 21:00 - 22:00 |
| ------------------------------------------- | --- | ------------------------------------------- |
|                                             | 最火搭檔2 (2012年3月5日 - 2012年3月30日) PG 暴力复仇情感                                                                                              |                                             |
| 995 (2012年2月6日 - 2012年3月2日)           | 再见单人床 (2012年4月2日 - 2012年4月30日) |                                             |
| 马来西亚 ntv7 星期一至四                    | |                                             |
| 寂寞同盟 (2012年4月3日 - 2012年5月23日)     | 最火搭檔2 (2012年5月16日 - 2012年6月7日) 22:00 -23:00 第十四集後重溫歐洲杯昨夜各兩隊伍對決 (2012年7月3日 - 2012年7月11日) 21:30-22:30 續第十五集 PG13 | 羽过天晴 (2012年7月12日 - 2012年9月6日)     |
| 新加坡 新傳媒8頻道 星期一 02:00 - 04:00     | |                                             |
| —                                           | 最火搭档2 (2019年1月7日 - 2019年3月11日) PG 暴力复仇情感                                                                                              | —                                           |

| 中国 中国三台 星期一至五 19:00 - 20:00 | 中国 中国三台 星期一至五 19:00 - 20:00                                    | 中国 中国三台 星期一至五 19:00 - 20:00 |
| -------------------------------------- | ------------------------------------------------------------------------- | -------------------------------------- |
|                                        | 最火搭档2 （2024.09.11 - 2024.10.08) 暴力复仇情感                         |                                        |
| 公主嫁到 （2024.07.29 - 2024.09.10)    | 非爱不可 2024年 （2024.10.09 - 2024.11.05)天梯 （2024.11.06 - 2024.12.12) |                                        |